# Conotrachelini
Tribu
Les Conotrachelini sont une tribu d'insectes coléoptères de la sous-famille des Molytinae et de groupe de tribus des Molytinae. 

## Liste des genres
Aeatus - 
Aemus - 
Aenesias - 
Aepalius - 
Anchimicrohyus - 
Anexantha - 
Chaleponotus - 
Conotrachelodes - 
Conotrachelus - 
Dorytosomimus - 
Enomides - 
Epacalles - 
Gayus - 
Grypidiopsis - 
Lepilius - 
Micralcinus - 
Microhyus - 
Micromastus - 
Micropeltastes - 
Mitrephorus - 
Nemarus - 
Pheloconus - 
Plumolepilius